# Pericoma edwardsi
Pericoma edwardsi és una espècie d'insecte dípter pertanyent a la família dels psicòdids que es troba a Sud-amèrica: la província del Neuquén.